# 248 (число)
248 (Дві́сті со́рок ві́сім) — натуральне число між 247 та 249.
- 248 день в році — 5 вересня (у високосний рік 4 вересня).

## У математиці
Складене число, множниками якого є 2, 2, 2 та 31.

## В інших галузях
- 248 рік
- 248 до н. е.
- В юдаїзмі наказано дотримуватися 248 обов'язкових заповідей.
- В Юнікоді 00F816 — код для символу «o» (Latin Small Letter O With Stroke).